# Coxsnäppa
Coxsnäppa (Calidris paramelanotos), eller Cox's Sandpiper som den kallas på engelska, är en hybrid-snäppa som observerades första gången i södra Australien 1955. Först trodde man att det rörde sig om en ny art men senare studier har visat att det är en hybrid mellan tuvsnäppa och spovsnäppa (C. melanotos X C. ferruginea)
Fram till och med 1980-talet hade man observerat ett tjugotal av dessa fåglar runt Australiens södra och östra kust utan att man kunnat komma till konsensus över vad det var för en art. Ornitologen John Cox lyckades samla in två individer, 1975 och 1977, som han donerade till South Australian Museum i Adelaide och 1982 klassificerade den amerikanske ornitologen Theodore A. Parker dem som en god art, Calidris paramelanotos. Senare DNA-analys där man undersökt mitokondriellt DNA, har dock visat att det inte är en god art utan en hybrid mellan en tuvsnäppshane och en spovsnäppshona.
Utanför Australien har den bara observerats två gånger. Första gången var i september 1987 då en juvenil Calidris hittades i Massachusetts, USA. Fågeln som både observerades i fält och som fångades in blev sedermera ansedd som en coxsnäppa. Ett andra fynd utanför Australien av denna hybrid skedde i slutet av augusti 2001 då man fann en juvenil fågel i Shintone, Ibaraki prefektur i Japan.